# Shukraraj Shastri

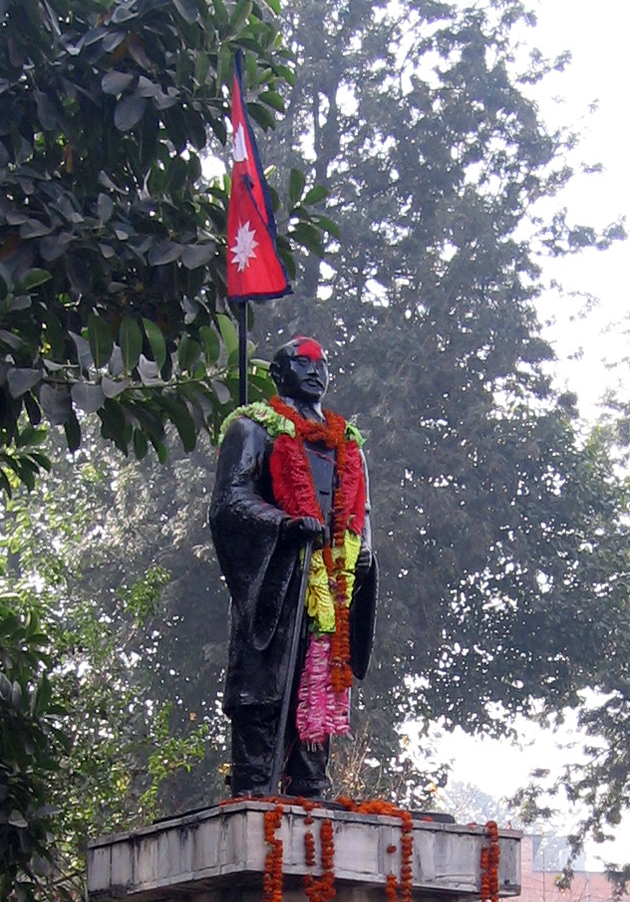
Estatua de Shukraraj Shastri en Lalitpur.

Shukra Raj Shastri (Devanagari: शुक्रराज शास्त्री) (nacido: Shukra Raj Joshi) (1894-24 de enero de 1941) fue un intelectual de Nepal y luchador por la democracia que fue martirizado. Fue uno de los cuatro mártires de la revolución que derrocó la dinastía Rana en Nepal. Los otros tres fueron Dashrath Chand, Dharma Bhakta Mathema y Ganga Lal Shrestha.
Shastri fue también un reformador social y escritor que escribió varios libros en nepalí y nepal bhasa.

## Orígenes
Shastri nació en Varanasi, India. Su padre Madhav Raj Joshi y su madre Ratna Maya Joshi eran originalmente de Lalitpur. Madhav Raj era líder de los Arya Samaj en Nepal, y fue obligado a exiliarse en la India por motivos políticos.
Shukra Raj recibió educación en la India, donde tomó el título Shastri luego de obtener el grado en Dehradun, (el shastri es un título de nivel universitario que se obtiene luego de siete años de estudio en sánscrito posteriormente a haber concluido la enseñanza secundaria). Posteriormente fue más conocido bajo este nombre que por su nombre propio Joshi.

## Luchador por la democracia
Al regresar a Nepal, Shastri se unió a los grupos que trabajaban por la democracia. Durante una manifestación realizada en Indra Chowk, Katmandú por el comité por los Derechos de los Ciudadanos, se expresó con dureza en contra del régimen Rana y reclamó por los derechos del pueblo. A causa de este acto fue arrestado y sentenciado a seis años de prisión. El 24 de enero de 1941, fue colgado de un árbol al costado del camino en Teku, Katmandú.